# Schloss Gleusdorf
Das Schloss Gleusdorf liegt am östlichen Rand des Untermerzbacher Gemeindeteiles Gleusdorf im Landkreis Haßberge (Unterfranken). Der frühklassizistische ehemalige Adelssitz am Flüsschen Itz dient heute als Seniorenheim.

## Geschichte

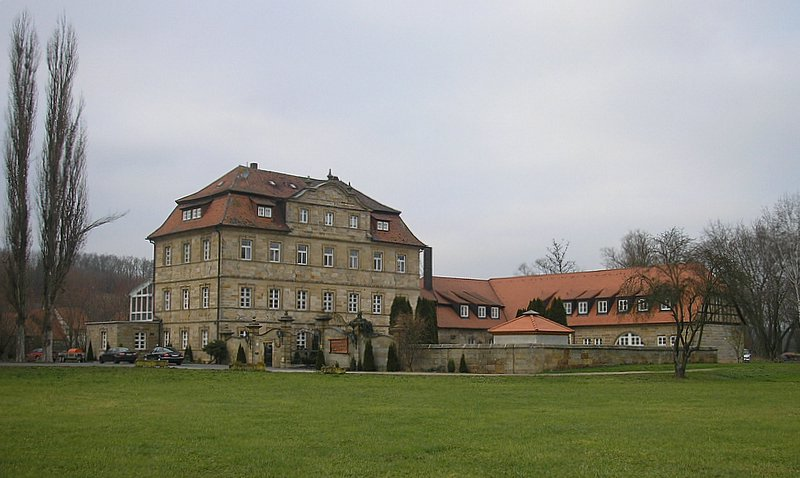
Gesamtansicht von Osten

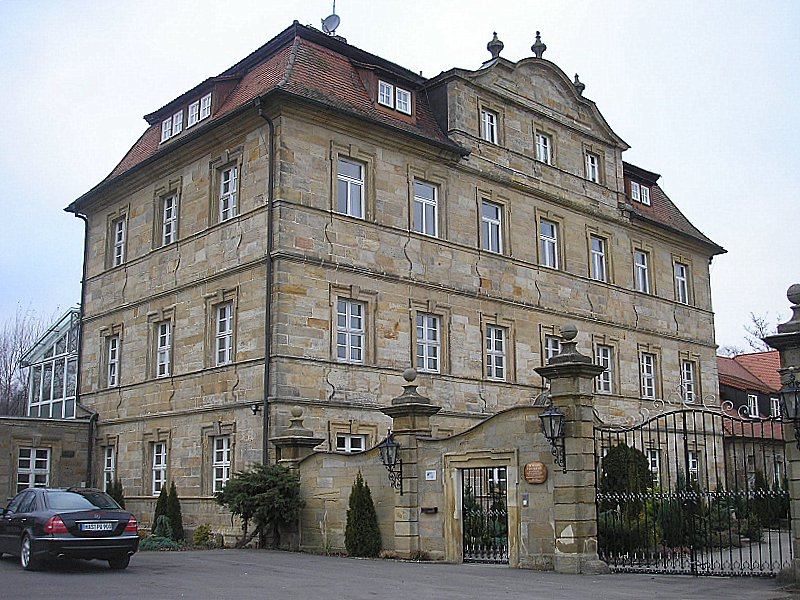
Hauptgebäude von Südosten

Schloss Gleusdorf wurde erstmals 1151 in einer Urkunde erwähnt, mit der ein „Eribert de Chlubisdorf“ St. Petrus in Bamberg, Patrozinium des Klosters Banz, den Weiler „Liuzileber“ (Lützelebern) schenkte.
Im Hochmittelalter gehörte Gleusdorf dem Kloster Banz und wurde als Lehen an klösterliche Dienstmannen vergeben. Vom 14. bis zum 16. Jahrhundert saßen die Herren von Fulbach auf dem Schloss, das 1525 im Bauernkrieg beschädigt wurde. 1576 verstarb die Witwe des Sebastian von Fulbach. 1582 sind noch Georg und Valentin von Fulbach auf Gleusdorf nachgewiesen. Nach dem Aussterben der Linie fiel das Lehen an das Kloster Banz zurück und wurde in ein Vogteiamt umgewandelt. Der heutige Schlossbau war gegen 1770 vollendet.  Nach der Säkularisation 1803 war im Schloss das Landgericht Gleusdorf untergebracht, das bereits 1808 nach Baunach verlagert wurde. Anschließend erwarben Privatleute die Schlossgebäude, die seitdem mehrmals den Eigentümer wechselten.
Im Jahr 1990 folgte die Umwidmung der Anlage zur Seniorenresidenz und die Nutzung als geschlossenes Pflegeheim. Dafür wurden zum Altbestand einige Neubauten hinzufügt. Modernisierungsarbeiten und eine Dachsanierung wurden 2016 durchgeführt. 2016 ermittelte die Staatsanwaltschaft gegen die Heimleitung, unter anderem wegen Misshandlung von Schutzbefohlenen. Dabei wurden auch fünf ungeklärte Todesfälle untersucht. Im Jahr 2017 hatte das Heim 61 Bewohner. Die Einrichtung war nach Beginn der Ermittlungen Anfang 2019 geschlossen worden. Diese Entscheidung wurde vom Bayerischen Verwaltungsgerichtshof wieder aufgehoben. Die Seniorenresidenz wurde unter neuer Heimleitung fortgeführt. Für den ab Mitte Juli 2019 laufenden Prozess vor dem Landgericht Bamberg waren 27 Verhandlungstage angesetzt, 43 Zeugen sollten gehört werden. Ein Urteil war für Januar 2020 geplant.
Das Landgericht Bamberg urteilte am 13. März 2020 für alle Beschuldigten auf Freispruch, dies entsprach auch dem Antrag der Staatsanwaltschaft. Die Anschuldigungen erwiesen sich als nicht nachweisbar. Die Angeklagten sollten entschädigt werden (Aktenzeichen 1107 Js 10194/16).
Das in seinem historischen Erscheinungsbild stark veränderte Anwesen steht seit Januar 2022 wieder zum Verkauf.

## Baubeschreibung
Der dreigeschossige Schlossbau steht stilistisch am Übergang vom Spätrokoko zum Frühklassizismus. Der unverputzte Sandsteinbau wird durch profilierte Fenstergewände und Gurtgesimse gegliedert. Über dem Hauptportal an der Ostseite ist das Wappen des Banzer Abtes Valerius Molitor angebracht. Dem niedrigen Mansarddach wurde auf der Portalseite ein dreiachsiger Aufsatz mit Schweifgiebel und Kugelvasen vorgeblendet. Einlass in den Schlossbezirk gewährt eine gemauerte Toranlage mit Sandsteinpilastern, auf der sich die Jahreszahl 1736 findet. Der heutige Schlossbau war gegen 1770 vollendet. Der Bau weist im Erdgeschoss Kreuzrippen-Gewölbe auf; im ersten Stock befand sich nach Süden in der Zeit der Kloster-Vogtei ein großer Audienzsaal mit eichener Doppeltür (erhalten), der sich über die gesamte Breite des Hauses erstreckte. Die Säle im ersten Stock sind fast alle mit spätbarockem Stuck versehen. Bemerkenswertestes Bauelement ist die doppelläufige Treppe mit reicher Sandsteinbrüstung, welche im Zentrum des Hauses alle Geschosse miteinander verbindet.
Im Zuge der Umwandlung des denkmalgeschützten Anwesens zum geschlossenen Pflegeheim wurden Eingriffe in die historische Bausubstanz vorgenommen, die das Gesamtbild im Inneren und in der Außenansicht gravierend beeinträchtigen (Außenaufzug auf der Nordfassade, Glasanbau nach Westen zur Itz, Asphaltierung des Südgartens, Verbindungstrakt zwischen den Nebengebäuden usw.).